# Reserva nacional Katalalixar
La Reserva Nacional Katalalixar es una reserva natural de Chile ubicada en la comuna de Tortel, Provincia Capitán Prat, Región de Aysén del General Carlos Ibáñez del Campo. Se encuentra entre el Campo de hielo Patagónico Norte y el Campo de hielo Patagónico Sur.
La reserva fue creada en 1983 y no posee infraestructura de ningún tipo. Cubre un área de 674.500 hectáreas de bosque subpolar magallánico y posee mayor biodiversidad que otras áreas del sur de Chile. Esto puede parecer contradictorio, dado que el área supuestamente estuvo cubierta por el casquete de hielo de la Patagonia durante la última glaciación.
El acceso se realiza exclusivamente por vía marítima debido a las difíciles condiciones ambientales del sector.
En 2024, en esta reserva se redescubrió la planta Euphrasia perpusilla, que no se había identificado formalmente desde su primer registro oficial en 1858.